# Duncan Massink
Duncan Massink (15 februari 1999), ook bekend als Djuncan, is een Nederlandstalige youtuber.

## YouTube-kanaal
Massinks eerste YouTube-video op zijn huidige kanaal kwam online op 18 oktober 2012, waarin hij Battlefield 3 speelde zonder facecam. Hij werd bekend door het maken van gamevideo's op zijn kanaal BananaFlavourHD.  In april 2017 besloot hij zijn kanaal te herdopen tot Djuncan.
Massink vergaarde ook veel populariteit door zijn deelname als Ledge aan het tweede seizoen van Legends of Gaming NL, geproduceerd door mediabedrijf Endemol. Hierna deed hij mee als vaste deelnemer in seizoen 3, waar hij net voor de finale afviel en de 5de plek pakte. Ook in seizoen van 5 Legends of Gaming NL deed Massink opnieuw mee. Hij was een van de eerste 8 deelnemers en wist in de finalemaand te geraken. Hij overleefde tot de grote finale, waar hij verslagen werd door Don en zo de 2de plek pakte.
Daarnaast lanceerde Massink ook met collega-youtubers Don Plevier, Michael van Tielen, Jeremy Frieser, Joost Bouhof, Pascal Scherpenkate en Ronald Vledder een nieuw kanaal, genaamd "Makkers" vanaf januari 2022, waar ze wekelijks een nieuwe video posten.

## Andere activiteiten
Massink heeft al een paar keer deelgenomen aan een live-show. Op 11 juni 2019 gaf hij een gameshow tijdens het wereldkampioenschappen boogschieten in Den Bosch. Hij gaf samen met collega YouTuber Marnickur een gameshow waarin ze Fortnite speelden. Deze vond plaats op 26 mei 2019 in concertzaal Dynamo in Eindhoven. Ook nam hij deel aan Legends of Gaming Live in 2018 en 2019.
Massink was te gast in het tv-programma Zappsport waarin hij Fortnite speelde met een kijker.
Ook nam hij in 2019 deel aan het jonge evenement YOUTUBERSxTOVERLAND in Attractiepark Toverland.
Samen met Jeremy Frieser organiseerde hij al 2 seizoenen van de CreatorSMP Hardcore, een hardcore Minecraftserver waar tientallen creators zoals Qucee, Bokado en GameMeneer samenspelen en strijden tot er maar 1 winnaar overblijft. Massink werd ook de winnaar van het 2de seizoen.

## Privéleven
Massink woonde van eind 2018 tot eind 2019 samen met vriend en collega youtuber Joost Bouhof. Massink heeft een relatie met zijn vriendin Alissa, waarmee hij sinds eind 2020 ook samenwoont.

## Prijzen en nominaties
| Jaar | Prijs                   | Categorie                                                           | Resultaat   |
| ---- | ----------------------- | ------------------------------------------------------------------- | ----------- |
| 2019 | Legends of Gaming NL    | Legends of Gaming 2018-2019                                         | 5e          |
| 2019 | Legends of Gaming NL    | Skill Award                                                         | Gewonnen    |
| 2019 | Dutch Stream Awards     | Beste Stream (Publieksaward)                                        | Genomineerd |
| 2019 | Dutch Stream Awards     | Beste Mannelijke Streamer (Publieksaward)                           | Genomineerd |
| 2020 | Dutch Stream Awards     | Beste Stream (Publieksaward)                                        | Genomineerd |
| 2020 | Dutch Stream Awards     | Beste Mannelijke Streamer (Publieksaward)                           | Genomineerd |
| 2020 | Legends of Gaming NL    | Masters of Minecraft 2                                              | 3e          |
| 2021 | Legends of Gaming NL    | Legends of Gaming 2020-2021                                         | 2e          |
| 2021 | Legends of Gaming NL    | Beste Gaming Video van 2020                                         | 15e         |
| 2021 | Dutch Stream Awards     | Beste Stream (Publieksaward)                                        | Genomineerd |
| 2021 | Dutch Stream Awards     | Beste Mannelijke Streamer (Publieksaward)                           | Genomineerd |
| 2022 | Twitch Rivals Twitchcon | Craftmaster Live (samen met Jeremy Frieser, NatVlees & PuddingBoom) | 2e          |
| 2022 | Legends of Gaming NL    | Beste Gaming Video van 2021                                         | 16e         |
| 2023 | Legends of Gaming NL    | Beste Gaming Video van 2022                                         | 14e         |